# Shane Cross
Shane Cross (Gold Coast, 22 augustus 1986 – Melbourne, 6 maart 2007) was een Australisch amateurskateboarder.
Hij was goofy, wat betekent dat zijn rechtervoet voorop zijn skateboard stond. Hij stond bekend om de first-try nosegrind van de legendarische trap El Toro met 20 treden. Tevens is hij de enige die een verticale muur wist in te droppen met 4 wielen tegelijk.
Zijn sponsoren waren FLiP Skateboards, Globe Shoes, Active Mailorder, Thunder Trucks en Volcom.

## Motorongeluk
Cross overleed op 6 maart 2007 aan de gevolgen van een motorongeluk. Hij zat achter op de motor (zonder helm) bij professioneel skateboarder, en tevens zijn beste vriend, Ali Boulala. Na dit ongeluk overleed hij aan zijn verwondingen. Boulala is na het ongeluk zwaargewond overgebracht naar de intensive care, alwaar hij enige tijd in een coma werd gebracht, hij heeft het motorongeluk overleefd. Uit onderzoek bleek dat Boulala dronken was op het moment van het ongeluk. De rechter veroordeelde hem tot vier jaar cel, waarvan twee voorwaardelijk.